# Georg von Stockau
Georg von Stockau, česky Jiří ze Stockau (7. dubna 1837 Napajedla – 5. září 1922 Kainberg) byl rakouský šlechtic z rodu pánů ze Stockau a politik z Moravy, ve 2. polovině 19. století poslanec Říšské rady.

## Biografie
Pocházel z šlechtického rodu pánů ze Stockau. Jeho otcem byl Georg Adolf von Stockau (1806–1865), v roce 1860 člen Rozmnožené Říšské rady. Bratr Friedrich Stockau byl rovněž politicky aktivní. Friedrichova dcera Maria Theresia von Stockau se provdala za šlechtice, politika a odborníka na chov koní Aristidese Baltazziho. Sestra Sophie von Stockau měla za manžela bána Josipa Jelačiće, po jehož smrti se provdala za moravského šlechtice Adolfa Dubského z Třebomyslic. Manželem další sestry M. Therese von Stockau byl Alfred von Strachwitz. Georg von Stockau měl za manželku Eveline Baltazzi, pocházející z rodu cařihradského bankéře Theodora Baltazziho.
Působil jako major rakouské armády a statkář v Napajedlech.
Byl veřejně a politicky činný. Působil jako poslanec Říšské rady (celostátního parlamentu Předlitavska), kam usedl ve volbách roku 1879 za velkostatkářskou kurii na Moravě. Ve volebním období 1879–1885 byl zmiňován jako hrabě Georg von Stockau, major a statkář, bytem Napajedla.
Po volbách v roce 1879 ho Národní listy uvádí jako stoupence ústavověrného bloku. V prosinci 1882 se přidal k nově ustavenému poslaneckému Coroniniho klubu, oficiálně nazývanému Klub liberálního středu, který byl orientován vstřícněji k vládě Eduarda Taaffeho.